# Tuncay Karakaya
Tuncay Karakaya (Korkut, 1 de octubre de 1989) es un deportista turco que compitió en golbol. Ganó una medalla de bronce en los Juegos Paralímpicos de Londres 2012.

## Palmarés internacional
| Juegos Paralímpicos | Juegos Paralímpicos   | Juegos Paralímpicos | Juegos Paralímpicos |
| Año                 | Lugar                 | Medalla             | Competición         |
| ------------------- | --------------------- | ------------------- | ------------------- |
| 2012                | Londres (Reino Unido) | Medalla de bronce   | Torneo masculino    |